# Huia sumatrana
Huia sumatrana är en groddjursart som beskrevs av Yang 1991. Huia sumatrana ingår i släktet Huia och familjen egentliga grodor. IUCN kategoriserar arten globalt som livskraftig. Inga underarter finns listade i Catalogue of Life.